# Chiloscyphus mittenianus
Chiloscyphus mittenianus là một loài rêu tản trong họ Lophocoleaceae. Loài này được (Colenso) J.J. Engel miêu tả khoa học lần đầu tiên năm 1991.